# لما نستشهد بنروح الجنة (أغنية)
لما نستشهد بنروح الجنة، أغنية لفرقة الأطفال التابعة لقناة طيور الجنة الأردنية بإشراف ومشاركة ديمة بشار وأخيها الأكبر محمد بشار، صدرت في عام 2010 ولاقت انتشارا على موقع يوتيوب بالإضافة إلى المواقع العربية والعالمية. تعرضت الأغنية لانتقاداتبحجة أنها تحرض الأطفال على إراقة الدماء والإرهاب.

## خلفية
أسست جوقة طيور الجنة في عام 1994 على يد رجل الأعمال الأردني خالد مقداد، الذي أسس عام 2008 قناة فضائية موجهة إلى الأطفال تحمل نفس الاسم.
أشارت الصحفية السعودية فوزية ناصر النعيم إلى أن الجوقة «من أكثر مجموعات أغاني الأطفال انتشارًا في العالم العربي، ويبدو أنها عبرت المحيط إلى كندا وبريطانيا.» يكتب الدكتور حمد الماجد، الصحفي والعضو السابق في المنظمة الوطنية السعودية الرسمية لحقوق الإنسان: «طيور الجنة أنتجت المحتوى الذي اجتاح القنوات الفضائية العربية وأصبح من أشهر البرامج للأطفال العرب. تنتهج هذه الشركة سياسة مقاومة الاحتلال الإسرائيلي من خلال إنتاج أغاني بسيطة للأطفال وقد شاهد ما يصل إلى أربعة ملايين شخص بعض هذه الأغاني التي يمكن العثور عليها على موقع يوتيوب».

## الأغنية
يصور فيديو الأغنية أطفالاً فلسطينيين يلعبون ويغنون ويرقصون في قرية، عندما يتم إطلاق النار عليهم من قبل أطفال آخرين يرتدون زي جنود إسرائيليين. الأطفال الذين يصورون جنودًا إسرائيليين يرتدون قبعات يهودية، وفي نهاية الفيديو ينتقم أطفال فلسطينيون آخرون لمقتل أصدقائهم بقتل الأطفال «الإسرائيليين».
تبدأ الأغنية بغناء فتاة صغيرة: «لما نستشهد بنروح الجنة، لا لا تقولوا علينا صغار، من هالعيشة صرنا كبار، من غير فلسطين شو يعني طفولة؟»
مع تقدم الفيديو يتابع شاب ترنيمة: «أطفال وأديتو فرض وسنة، لا إله إلا الله، والشهيد حبيب الله».

## حفلات مدينة غزة الموسيقية
في أغسطس 2010، قدمت طيور الجنّة عرضين حيين في مدينة غزة، حيث حضر المقداد مؤسس المجموعة، حفل ترحيب رسمي أقامته حركة حماس على شرف الجوقة. وقال المقداد إن الحفل «سيؤكد للعالم أجمع حق أطفال فلسطين في العيش بحرية وكرامة.»
وقد أقيمت الحفلتان خلال مهرجان للموسيقى الإسلامية.

## روابط خارجية
- معهد حقوق الأطفال
- الأغنية على موقع يوتيوب